# Jean Bugatti

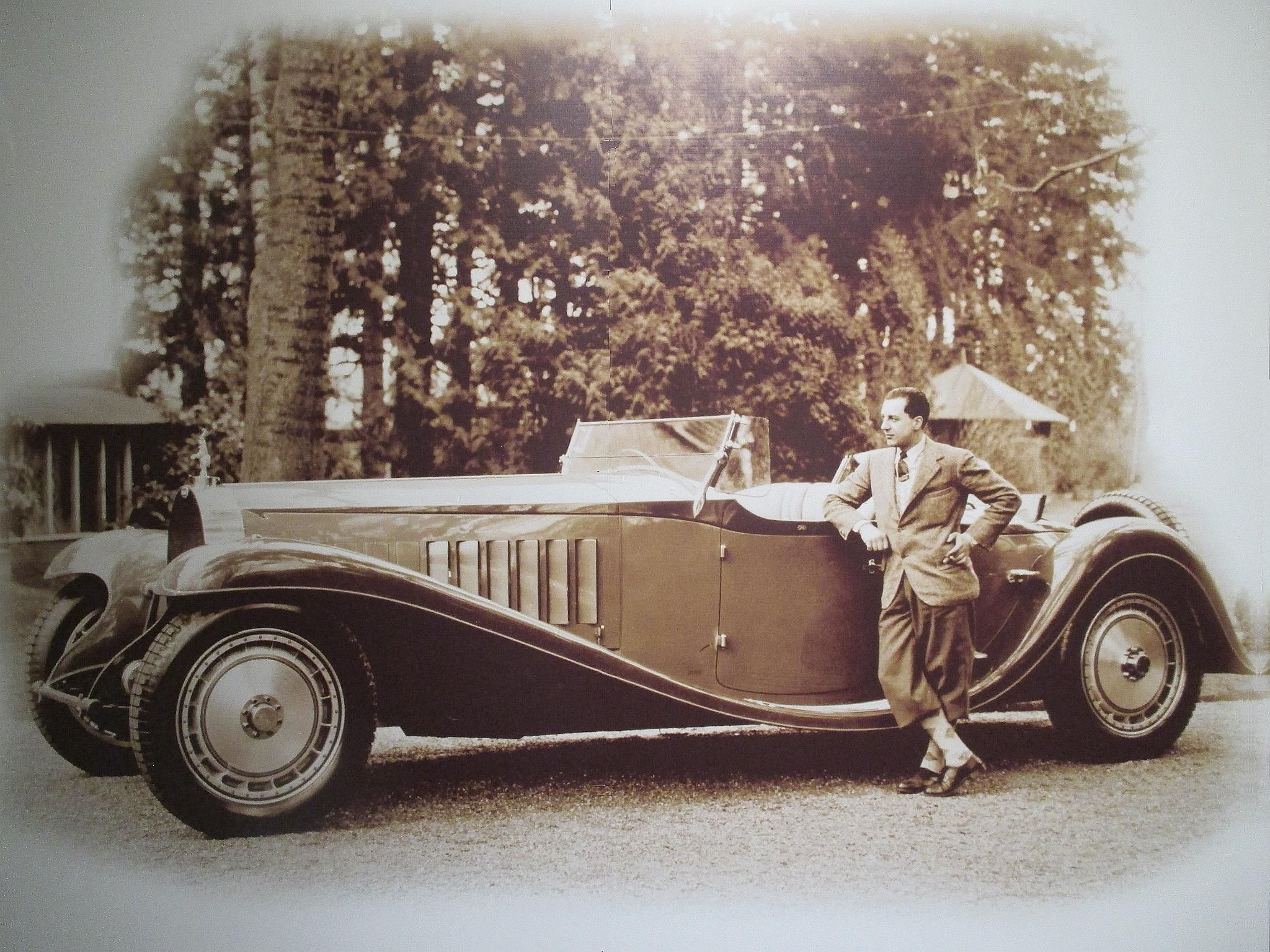
Jean Bugatti vor einem Bugatti Type 41 Royale Roadster

Gianoberto Maria Carlo „Jean“ Bugatti (* 15. Januar 1909 in Cöln, Rheinprovinz, Königreich Preußen, Deutsches Reich; † 11. August 1939 nahe Duppigheim, Frankreich, während einer Testfahrt) war ein französisch-italienischer Automobildesigner, -fabrikant und Testfahrer.

## Leben

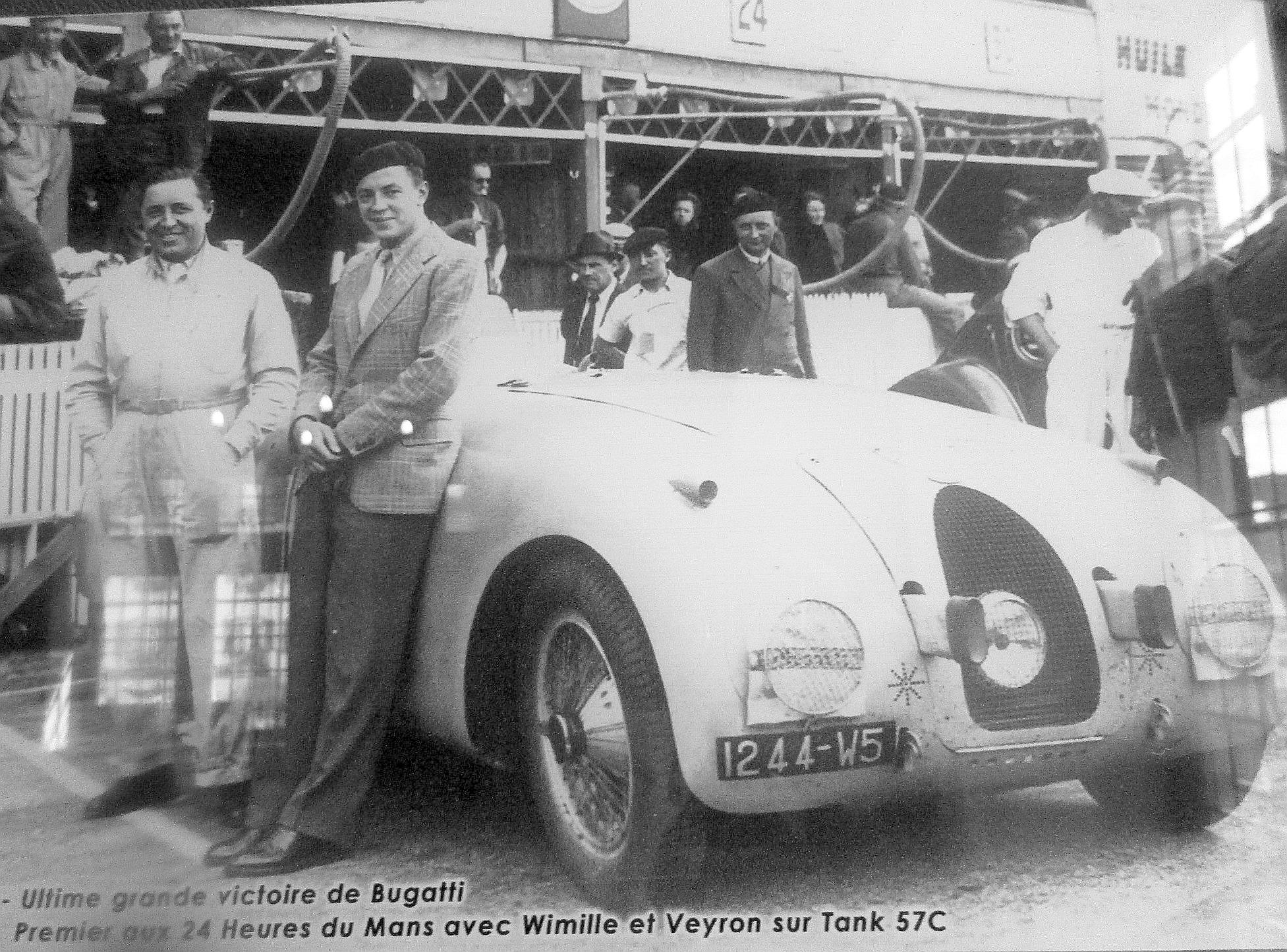
Bugatti 57C Tank, Le-Mans-Siegerwagen und Todeswagen

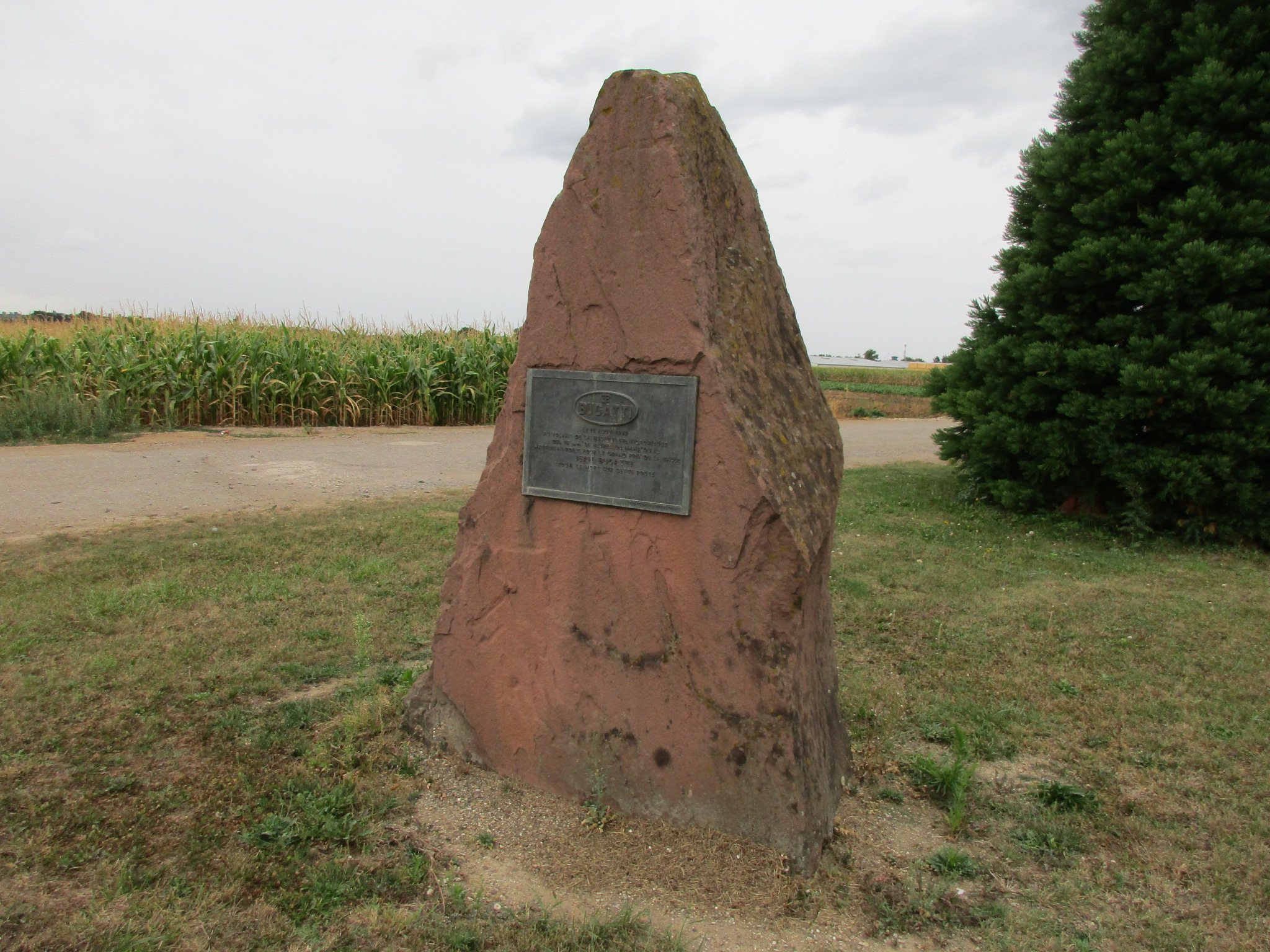
Zum 50. Todestag aufgestellter Gedenkstein an der D392. Hinter dem Baum steht eine weitere Säule. Der eigentliche Unfallort liegt 1200 m östlich

Er war, nach zwei Schwestern, der älteste Sohn von Ettore Bugatti (1881–1947), einem Italiener, der mit 20, noch nicht volljährig, bei De Dietrich in Elsass-Lothringen, damals Deutsches Kaiserreich, angestellt wurde. Er wechselte bald zu anderen elsässischen Firmen in der Nähe von Straßburg, Mathis und EBMG, dann 1907 zur Gasmotoren-Fabrik Deutz AG im preußischen Cöln. Daher wurde Jean Bugatti am Niederrhein geboren, nicht am Oberrhein. Bereits Anfang 1910 wechselte Bugatti zurück ins Elsass und pachtete in Molsheim-Dorlisheim die leerstehenden Gebäude einer Färberei. In Molsheim, dem Sitz der Bugatti-Werke, verbrachte er seine Jugendjahre und erlebte die ersten Rennerfolge der Sportwagen seines Vaters. Erst 1922 wurde sein Bruder Roland Bugatti geboren. Jean, wie ihn alle nannten, war 1930 gerade 21 Jahre alt, als er in der Weltwirtschaftskrise begann mit seinem Vater im Designlabor des Unternehmens Touren- und Sportwagen zu entwerfen. Bald zeigte sich sein Instinkt für Proportion, Form und fließende Konturen, der in Gegensatz zu den Prinzipien seines Vaters stand, dessen Automobile funktional und streng minimalistisch waren. Ab 1931 übernahm Jean immer mehr Aufgaben seines Vaters. So entwarf er mit 23 Jahren die sechs Meter lange Zweisitzerkarosserie des Bugatti Royale roadster Esders für den Textilfabrikanten Armand Esders. Folgende Bugatti-Typen tragen ebenfalls die Handschrift von Jean Bugatti:
- Bugatti Royale coupé du patron
- Bugatti Type 46 Petite Royale semi-profilée
- Bugatti Type 55 roadster
- Bugatti Aérolithe
- Bugatti Type 57 SC Atlantic (basierend auf dem Chassis des Bugatti Type 57)

Des Weiteren konstruierte er Motoren und Chassis' und verbesserte die Technik der unter der Leitung seines Vaters hergestellten Fahrzeuge. Gelegentlich betätigte sich Jean auch als Testfahrer, obwohl sein Vater es ihm verbot, an Rennen teilzunehmen, und übernahm stattdessen wenig später auch die Leitung des Rennteams von Bartolomeo Costantini.
Mitte der 1930er Jahre konzentrierte sich Ettore Bugatti mehr auf die Produktion von Autorailzügen, was dem Unternehmen das Überleben in der Weltwirtschaftskrise sicherte, und nach einem Streik der Arbeiter in Bugattis Werk im Jahr 1936 ging die Leitung der Automobilproduktion vollständig auf Jean Bugatti über.
Am Abend des 11. August 1939 verunglückte Jean Bugatti im Alter von 30 Jahren tödlich etwa 10 km von den Bugatti-Werken entfernt bei Duppigheim während einer Testfahrt mit dem Bugatti Type 57 C „Tank“, der zwei Monate zuvor das 24-Stunden-Rennen von Le Mans 1939 gewonnen hatte und nun für den Grand Prix de La Baule am 3. September vorbereitet wurde. Getestet wurde auf einem Teilstück der Strecke des Großer Preis von Frankreich 1922, damalige Route nationale 392. Zuvor wurden Roland Bugatti, der Butler und ein Stallbursche an den verschiedenen Kreuzungen auf der geraden Strecke zwischen Duttlenheim und Entzheim abgesetzt, um niemanden vorbeizulassen. Bei einer zusätzlichen Fahrt spät abends, bei über 200 km/h musste Bugatti einem Fahrradfahrer ausweichen, der aus einem Feld kam, und prallte dabei gegen einen Baum. Im Bereich der Unfallstelle stehen heute drei Stelen, zwei davon gut erreichbar an der Verschwenkung der Landstraße D392 Rue de Schirmeck. Eine davon wurde zum 50. Todestag aufgestellt, während der Sonnenfinsternis vom 11. August 1999. Der eigentliche Unfallort mit einem Gedenkstein liegt 1200 m östlich, hinter der Verlängerung der Landebahn des Flughafens Straßburg die die Gerade unterbrochen hat, und kann von Entzheim über die Rue Jean Bugatti erreicht werden.
Von diesem Verlust erholte sich sein Vater Ettore nicht. Nach Ettores Tod 1947 führte Jean Bugattis Bruder Roland Bugatti (1922–1977) die Geschäfte weiter.